# Echo & Boo
Echo & Boo  (volledige titel The adventues of Echo & Boo and assorted small tails) is een studioalbum van Pavlov's Dog. De band bewoog zich voor dit album in het retrocircuit waarbij ook het Arrow Rock festival werd aangedaan. Ter nagedachtenis aan de overleden Siegfried Carver werd Echo & Boo opgenomen. Van de originele leden zijn alleen Surkamp en Safron over. Het album is opgenomen in de Pan Galactic Studio in thuishaven St. Louis (Missouri). De muziek heeft ook een gedaantewisseling ondergaan, het is meer richting folkrock, maar track 2 liet de progressieve rockinvloeden boven komen (gitaarsolo).  

## Musici
- David Surkamp – gitaar, piano, toetsinstrumenten, basgitaar en mandoline, zang
- Sara Surkamp – zang, gitaar, percussie
- Mike Safron – slagwerk en programmeerwerk
- Ncik Schlueter – piano en zang
- Abbie Hainz – viool en zang
- Rick Stieling – basgitaar
- Bill Franco – elektrische gitaar

Met
- Phil Gomez – piano (1,2,3,12)
- Jean Baue – zangstem (1,2,3,)
- Saylor Surkamp – achtergrondzang (2,5,6)
- Nick Oliveri – achtergrondzang (6)
- John Wallach – basgitaar (6)
- Bill Costello – slagwerk, percussie (1,2,3,4,11,12,13)
- Keith Moyer - flugelhorn (4)
- Michael McElvain – piano (13)

## Muziek
Alle door David en Sarah Surkamp behalve waar Oh Suzanna (Stephen Foster)

| Nr. | Titel | Duur |
| --- | --- | ---- |
| 1.  | Angeline |      |
| 2.  | Angel’s twilight |      |
| 3.  | I love you stil |      |
| 4.  | I don’t do so good without you |      |
| 5.  | Echo & Boo |      |
| 6.  | The death of Noeth American industry suite (1.We walk alone forever; 2. Oh Suzanna; 3. We walk alone forever again; 4. Ava Gardner’s bust) |      |
| 10. | Calling out for mine |      |
| 11. | We all die alone |      |
| 12. | Jubilation |      |
| 13. | I don’t need magic anymore |      |